# Johannes Frey (Bildhauer)
Johannes Frey war ein deutscher Bildschnitzer, der in Braunsberg und seinem Umland, dem damaligen Ermland, von circa 1730 bis 1760 tätig war.

## Werk
Über Frey, von dessen Leben nichts weiter als seine ungefähre Schaffenszeit (1735–1760) bekannt ist, liegt nach Anton Ulbrich nur eine schriftliche Überlieferung vor, die im Jahre 1871 in den Mitteilungen des Ermländischen Kunstvereins veröffentlicht wurde. Die Überlieferung steht im Zusammenhang mit der Errichtung des Hochaltars der Katharinenkirche in Braunsberg im Jahre 1753. Johannes Frey wurde hierbei als „Bildhauer“ bezeichnet, der für den Altar die Summe von 700 Gulden erhalten habe. Frey war, nach Ulbrich, wohl hauptsächlich nur als Bildschnitzer und Bildhauer tätig, der im Rahmen der arbeitsteiligen Entstehung der Kunstwerke die Ausführung der Architektonik Tischlern überließ.
Der 1753 errichtete, aber erst 1772 vergoldete und staffierte Altar wurde später abgebrochen; vor dem Zweiten Weltkrieg waren nur noch die Figuren des Papstes Gregor des Großen und des Hohepriesters Aaron erhalten, die im Ermländischen Museum in Braunsberg aufbewahrt wurden. Die Figuren befanden sich laut einer Beschreibung „in ruhiger u. sicherer Stellung, mit sorgfältiger Durcharbeitung aller Einzelheiten u. fließender, nur leicht erregter Gewandung. Die Bewegungen lassen in ihrer Mäßigung u. Natürlichkeit noch nichts vom Zeitalter des Rokoko ahnen.“
Aufgrund der Ähnlichkeit mit dem Braunsberger Altar werden Frey von Anton Ulbrich in einem Zeitraum von 1740 bis 1760 noch weitere Arbeiten, teilweise aber auch dem Tischler Kode (Kohde), zugeschrieben. Ulbrich nimmt die Zuschreibung insbesondere auch wegen der „stilistischen Eigenheiten“ der geschaffenen Figuren des Hochaltars in Braunsberg vor.
Frey wird insbesondere der um 1750 entstandene Hochaltar in der katholischen Trinitatiskirche in Braunsberg zugeschrieben. Für den Hochaltar in Wormditt, entstanden um 1740, gibt es Zuschreibungen an Frey und Johann Christian Schmidt. Dies gilt ebenso für die Kanzel in der Kreuzkirche bei Braunsberg, die sowohl Frey als auch Schmidt zugeschrieben wird. Nach Ulbrich ist eine eindeutige Zuschreibung an die Werkstatt Frey oder Schmidt aufgrund der stilistischen „Anklänge an Schnitzwerke anderer Herkunft“ nicht immer einwandfrei möglich.

## Zuschreibungen

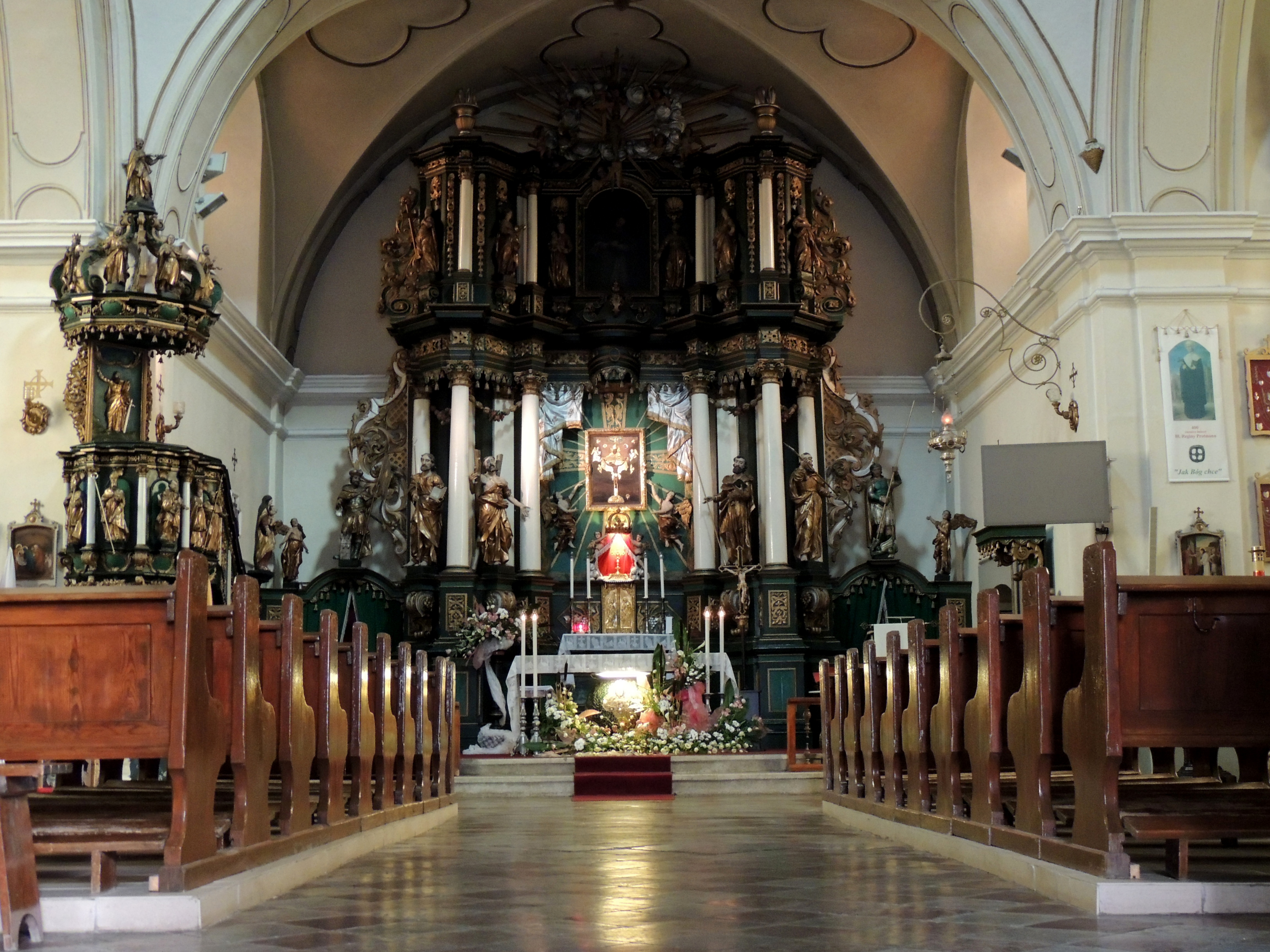
Die Kanzel in der Kreuzkirche bei Braunsberg wird Johannes Frey zugeschrieben:

- 1750: Hochaltar in der katholischen Pfarrkirche in Queetz.[1][4]
- 1740: Hochaltar und Kanzel in der Wallfahrtskirche in Stegmannsdorf (heute Chwalęcin).[1][9]
- 1735: Kanzel in der Kreuzkirche bei Braunsberg.[1][6]
- 1750: Hochaltar in der katholischen Trinitatiskirche in Braunsberg.[1][10]
- 1744: Kanzel in der Kirche in Wusen.[1][11]
- 1742: Hochaltar in der Kirche in Wusen.[11]
- Kanzel in der Kirche in Bludau (heute zu Młynary).[1]
- Kanzel in der Kirche in Schlitt (auch Schölitten), Landkreis Heilsberg.[1]
- 1740: Hochaltar, Wormditt; wird sowohl Johannes Frey als auch Johannes Christian Schmidt zugeschrieben.[12]
- 1744: Kanzel, Wormditt[11]
- 1745: Wormditt, Altar des hl. Joseph.[13]
- 1745: Hochaltar in der katholischen Pfarrkirche in Basien (heute Bazyny) bei Wormditt.[14]
- Hochaltar in der katholischen Pfarrkirche in Siegfriedswalde, Kreis Heilsberg.[15]
- 1745: Hochaltar in der katholischen Pfarrkirche in Groß-Rautenberg.[16]